# Butterfinger
Butterfinger est la marque commerciale d'une barre chocolatée industrielle créée en 1923 à Chicago en Illinois par Otto Schnering, qui est actuellement fabriquée par Ferrero.

## Ingrédients
Cette barre chocolatée contient du chocolat, du caramel mou ainsi que du sirop de maïs, sucre, cacahuètes grillées, huile de palme hydrogénée, cacao, mélasse et moins de 1 % de solides de produits laitiers, flocons de maïs, lait écrémé, sel, lécithine de soja, huile de soja, fécule de maïs, arômes naturels, monoglycérides et acide citrique.